# Charlotte Cederbom
Rigmor Charlotte Cederbom, tidigare Vainio, född 9 augusti 1982 i Skänninge församling, är en svensk historiker bosatt i Finland.

## Liv, forskning och offentlig verksamhet
Charlotte Cederbom växte upp i Skänninge men flyttade till Helsingfors 2006. Hon är numera bosatt i Sibbo i Finland.
År 2010 blev hon filosofie magister med en avhandling om ”Den medeltida svenska hustrun och lagen – en studie i förmyndarskap, begränsningar och möjligheter 1350–1442” vid Institutionen för filosofi, historia, kultur- och konstforskning vid Helsingfors universitet. 2017 disputerade hon vid samma universitet med en engelskspråkig doktorsavhandling (publicerad som monografi 2019) som liksom pro gradu-dissertationen analyserar målsmanskapet i svensk medeltid. Historikerna Björn Forsén och Anu Lahtinen var hennes handledare. Hon har sedan varit postdoktor vid Åbo Akademi och Helsingfors universitet och specialiserat sig på medeltidens genushistoria.
Som akademisk debattör diskuterar hon frågor runt sin egen forskning om genus, t.ex. i samband med #metoo och debatten om Sanna Marins modefoto i tidskriften Trendi i oktober 2020, då Cederbom blev intervjuad av bl.a. Svenska Yle och Expressen. Hon har också arbetat journalistiskt, både som bloggare, som redaktör vid Svenska Yle, kolumnist och skribent för Östnyland och skribent för HBL.